# Lugossy József

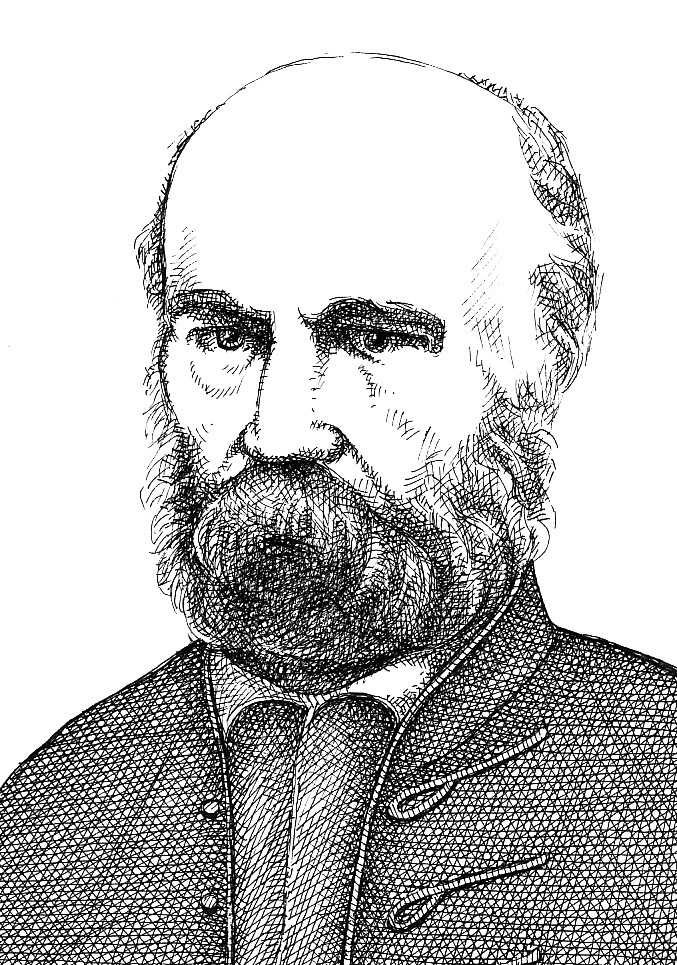
Muhi Sándor grafikája

Lugossy József (Felsőbánya, 1812. december 3. – Debrecen, 1884. március 7.) nyelvész, orientalista, a Magyar Tudományos Akadémia levelező (1841), majd rendes (1858) tagja.

## Életútja
Lugossy József esperes-lelkész és Belényesi Mária fiaként látta meg a napvilágot. Alapfokú tanulmányai után 1827-ben iratkozott be a Debreceni Református Kollégium felső osztályába. Már ekkor ígéretes tehetségű költőként tartották számon. 1840–1841-ben a berlini Frigyes Vilmos Egyetemet látogatta.
1841-ben néhány hónapig szatmárnémeti papként, majd máramarosszigeti tanárként működött, 1845-től a Debreceni Református Kollégiumban a magyar irodalom tanára és a kollégium könyvtárosa volt. 1848-ban Eötvös József miniszter állást ajánlott neki a pesti Egyetemi Könyvtárban, ám a szabadságharcban való részvétele miatt a pozíciót nem foglalhatta el. A szabadságharc leverése után néhány hónapig bujdosott, majd nevelősködött, mielőtt Pesten bibliográfiával kezdett foglalkozni. 1851-től 1861-ig ismét a Debreceni Református Kollégiumban oktatott, kezdetben mértant és természettant, később héber és ógörög nyelvet is. Betegsége miatt azonban kénytelen volt nyugdíjba vonulni. 1877-től megbízott tanárként szanszkrit nyelvet oktatott.

## Munkássága
Számos nyelvészeti és bibliográfiai értekezést, emellett könyvismertetést és műfordítást publikált különböző folyóiratokban és gyűjteményekben, többek között az Athenaeum, a Figyelmező, a Tudománytár, a Kisfaludy-Társaság Évlapjai, a Nevelési Emléklapok, az Akadémiai Értesítő, a Reguly Album, az Új Magyar Múzeum, a Történeti Tár, a Pesti Napló és a Delejtű lapjain. Munkásságában álneveket is használt (Felsőbányai, Zahoray). Emellett szerkesztőként is tevékenykedett: Szabó Károllyal, Szilágyi Istvánnal és Szilágyi Sándorral együttműködve 1859-ben útjára indította a Történeti Emlékek című kiadványsorozatot.
A germán és román nyelveken kívül a héber, arab, újperzsa és a tibeti nyelvet is megtanulta. Kiterjedt nyelvtudására jellemző, hogy még 1840-ben jegyzeteiből összeállított egy Arab grammatica chrestomathiával című, töredékben maradt munkát. Több más munkája kéziratban maradt: Családrendű magyar szótár, a három főnyelvkör tényei párhuzamában; Hasonlító magyar csillagisme; Fédrus – Görög és római meseköltők műfordításban; A debreceni főiskolai könyvtár története és ismertetése.
Jelentős adományt tett a Debreceni Református Kollégium könyvtárának, amikor az intézménynek ajándékozta a 197 levélen 43 magyar éneket tartalmazó 17. századi Lugossy-kódexet.
Érdemei elismeréseként 1841-ben a Magyar Tudományos Akadémia levelező, 1858-ban rendes tagjává választották.

## Művei
- Tisztfoglaló egyházi beszéd, melyet hitszónoki hivatalába léptekor a szatmári református egyházban 1841. június 20-án elmondott. Debrecen, 1841.
- Columellae L. J. M. De cultu hortorum liber. Máramarossziget. (Iskolai használatra.)
- Szócsaládrendszer. Nyelvészeti egymásután. Irányértekezés. Pest, 1856.
- Magyarból németre és viszontfordítandó cikkek nyelvtani gyakorlatul. Debrecen, 1857.
- Hangrendi párhuzam ezer példában. 2., bővített kiadás. Debrecen, 1858.